# Asch
Asch is een dorp in de gemeente Buren in de Nederlandse provincie Gelderland.

## Herkomst van de naam
De plaatsnaam zal zijn afgeleid van het oud-Germaanse woord aske, dat verwijst naar de boomsoort es. In ruimere zin betekende het woord een speer van essenhout gemaakt. Wellicht dat dus de naam is afgeleid van een vroeger op deze plaats gelegen essenbos. Ook zou het verband kunnen houden met het woord ascha dat verwijst naar een waternaam.

## Geschiedenis
De oudste vermelding van Asch komt voor in een 13e-eeuws afschrift van een oorkonde uit 889. Daarin staat "Aske mansam". Honderd procent zekerheid dat het hier Asch bij Buren betreft is er niet: het kan ook een gelijknamige, geheel verdwenen plaats geweest zijn, in de buurt van Heemskerk.
In 1335 wordt Asch genoemd bij een grondtransactie tussen de heer van Buren en de abdij van Marienweerd. Het dorp bleek toen over een kapel te beschikken. In de 15e eeuw werd deze kapel verheven tot parochiekerk.
Het klooster Oostbroek in De Bilt had een uithof in Asch, genaamd De Laak. Na de reformatie kwam deze uithof in handen van de Staten van Utrecht, die het in 1715 verkochten.
Asch viel binnen het oude Graafschap Buren. In 1811 werd het onderdeel van de gelijknamige gemeente.

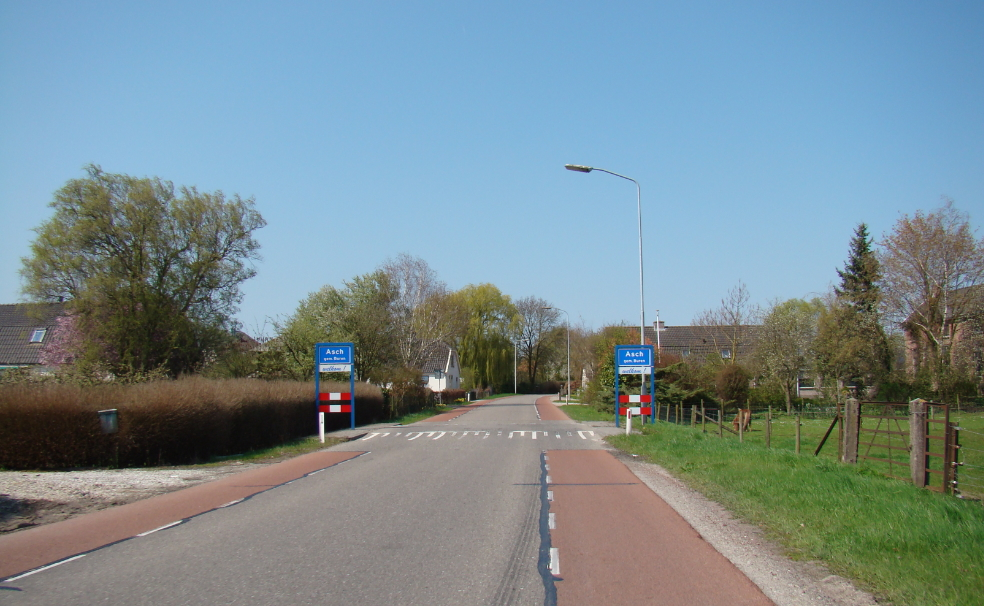
Asch

## Verkeer en vervoer
Het dorp Asch is bereikbaar via de N834 en N320.